# Seznam postav řecké mytologie
Seznam postav řecké mytologie vychází z knihy Vojtěcha Zamarovského Bohové a hrdinové antických bájí (vydání 1996) a není úplný. Jména postav jsou z této knihy převzatá, až na několik výjimek u článků založených dříve nebo u jmen, která jsou více vžitá. Kromě abecedního seznamu jmen je uvedena i genealogie řeckých božstev (schéma příbuznosti) a jejich seznam členěný do několika skupin (tvořitelská božstva, titáni, olympská božstva, ostatní bohové a polobohové).

## Abecední seznam jmen řecké mytologie

### A
Abás -
Abdéros -
Adikia -
Admétos -
Adónis -
Adrásteia -
Adrástos -
Aergia -
Áeropé -
Afareus -
Afrodita -
Agamemnón -
Agaué -
Agénór -
Aglaia -
Achelóos -
Achilles - Achlys -
Aiakos -
Aiás -
Aiás (malý) -
Aiétés -
Aigaión viz Briareós -
Aigeus -
Aigína -
Aigisthos -
Aiglé -
Aigyptos -
Aineiás -
Aiolos -
Aisakos -
Aisón -
Aithér -
Aithra -
Akamás -
Akarnán -
Akastos -
Ákis -
Akrisios -
Aktaión -
Alétés -
Alexirhoé -
Alkaios -
Alkéstis -
Alkinoos -
Alkmaión -
Alkména -
Alkyoné -
Alkyoneus -
Alléktó -
Alóeovci -
Althaia -
Amaltheia -
Amazonky -
Amfiaráos -
Amfíón -
Amfitríta -
Amfitryón -
Amyklás -
Amykos -
Amymóné -
Amytháon -
Androgeós -
Andromaché -
Andromeda -
Anemoi -
Anchísés -
Ankaios -
Antaios -
Antea -
Anténór -
Anterós -
Antifatés -
Antigona -
Antilochos -
Antiopa -
Apaté -
Apollón -
Apsyrtos -
Arachné -
Áres -
Arété -
Argonauti -
Argos -
Ariadna -
Arisbé -
Aristaios -
Arkas -
Artemis -
Asklépios -
Asópos -
Assarakos -
Asteria -
Asterios -
Astraios -
Astyanax -
Atalanta -
Áté -
Athamás -
Athéna -
Atlás -
Átreus -
Atropos -
Augeiás -
Autolykos -
Autonoé

### B
Bakchantky -
Bateia -
Baukis -
Bellerofontés -
Bélos -
Biá -
Biás -
Boreás -
Briareós -
Bríseovna -
Britomartis -
Broteás -
Búsiris

### D
Dafné
Dafnis -
Daidalos -
Daktylové - Damasen -
Danaé -
Danaos -
Danaovny -
Dardanos -
Déianeira -
Déifobos -
Deimos -
Deión -
Démétér -
Démodokos -
Démofoón -
Deukalión -
Diké -
Diktys -
Diomédé -
Diomédes -
Dióna -
Dionýsos -
Dioskúrové -
Dirké -
Dolón -
Dóros -
Dryády -
Dryás

### E
Efialtés -
Echidna -
Echó -
Eileithýia -
Éioneus -
Eiréné -
Élektra -
Élektryón -
Elpénor -
Empúsa -
Enareté -
Endymión -
Éós -
Epafos -
Epeios -
Epigoni -
Epimétheus -
Erató -
Erebos -
Erechtheus -
Ergínos -
Erifýlé -
Érigoné -
Erichthonios -
Erínye -
Eris -
Erós -
Erysichthón -
Eteoklés -
Eteoklos -
Euadné -
Euénos -
Eufémos -
Euforbos -
Eufrosyné -
Eumaios -
Eumenidy -
Eumolpos -
Eunomia -
Európa -
Eurótás -
Euros -
Euryalé -
Eurybia -
Eurydika -
Eurykleia -
Eurylochos -
Eurymachos -
Eurymedón -
Eurynomé -
Eurypylos -
Eurystheus -
Eurytión -
Eurytos -
Euterpé

### F
Faethón -
Faidra -
Fajákové -
Fantasos -
Fémios -
Ferés -
Filémón -
Filoktétés -
Filoméla -
Fíneus -
Fobétór -
Fobos -
Foibé -
Foiníx -
Folos -
Forkýs -
Foróneus -
Frixos -
Frontis -
Fýleus

### G
Gaia -
Galateia -
Ganymédés -
Géryonés -
Gigant -
Glauké -
Glaukos -
Gordios -
Gorgofona -
Gorgony -
Grácie -
Graie -
Gráníkos -
Gyés -
Gýgés

### H
Hádés -
Haimón -
Harmonia -
Harpyje -
Hébé -
Héfaistos -
Hekabé -
Hekalé -
Hekaté -
Hekatoncheirové -
Hektór -
Helena -
Helenos -
Hélios -
Héliovny -
Hellé -
Hellén -
Hémerá -
Héra -
Héraklés -
Hermafrodítos -
Hermés -
Hermioné -
Héró -
Hésioné -
Hesperia -
Hesperidky -
Hestiá -
Hímeros -
Hippodameia -
Hippolyta -
Hippolytos -
Hippomedón -
Hippomenés -
Hóry -
Hyády -
Hyakinthos -
Hydra -
Hygieia -
Hylás -
Hyllos -
Hymén -
Hyperboreové -
Hyperion -
Hyperméstra -
Hypnos -
Hypsipylé

### Ch
Chalkiopé -
Chaos -
Charitky viz Grácie -
Charón -
Charybda -
Cheirón -
Chiméra -
Chlóris -
Chronos -
Chrýsáór -
Chrýseovna -
Chrýsés -
Chrýsippos

### I
Iapetos -
Íasión -
Iásón -
Ídaia -
Idás -
Idmón -
Ídomeneus -
Ífigeneia -
Ífiklés -
Ífitos -
Íkarios -
Íkaros -
Ílioneus -
Ílos -
Ínachos -
Ínó -
Íó -
Íobatés -
Iokasté -
Iola -
Ioláos -
Íón -
Iris -
Íros -
Isména -
Italos -
Ixión

### K
Kadmos -
Kaineus -
Kákos -
Kalaís -
Kalchás -
Kalliopé -
Kallirhoé -
Kallistó -
Kalypsó -
Kapaneus -
Kapys -
Karpó -
Kassandra -
Kassiopeia -
Kastór -
Katreus -
Kefalos -
Kéfeus -
Kéfísos -
Kekrops -
Keleos -
Kentaur -
Kerberos -
Kerkópové -
Kerkyón -
Kéres -
Kétó -
Kéýx -
Kilix -
Kirké -
Kleió -
Kleité -
Kleopatra -
Klóthó -
Klymené -
Klymenos -
Klytaimnéstra -
Klytios -
Koios -
Kókalos -
Kopreus -
Korónis -
Korybanté -
Kottos -
Kratos -
Kreón -
Krétheus -
Kreúsa -
Kríos -
Kronos -
Kúréti -
Kybelé -
Kyklop -
Kyknos -
Kyparissos -
Kyréné -
Kyzikos

### L
Labdakos -
Ládón -
Láertés -
Lailaps -
Láios -
Laistrygonové -
Lakedaimón -
Lamia -
Láodamás -
Láodameia -
Láokoón -
Láomedón -
Lapithé -
Leandros -
Léda -
Leukothea viz Ínó -
Létó -
Leukippos -
Linos -
Litai -
Lykáón -
Lykomédés -
Lykos -
Lykúrgos -
Lynkeus -
Lynkos

### M
Magnés -
Macháón -
Máia -
Maira -
Makaria -
Mantó -
Marpéssa -
Marsyás -
Médeia -
Medón -
Medusa -
Megaira -
Megapenthés -
Megara -
Melampús -
Melanthios -
Meleagros -
Melikertés -
Melpomené -
Memnón -
Meneláos -
Menestheus -
Menoitios -
Mentés -
Mentór -
Mérionés -
Meropé -
Merops -
Mesaulios -
Métis -
Midás -
Mínós -
Mílétos -
Mínotaurus -
Minyás -
Mnémosyné -
Moiry -
Mómos -
Mopsos -
Morfeus -
Múzy -
Myrrha -
Myrtilos

### N
Najády -
Narkissos -
Nauplios -
Nausikaá -
Nausithoos -
Nefelé -
Néleus -
Nemesis -
Neoptolemos -
Néreovny -
Néreus -
Nessos -
Nestór -
Níké -
Niobé -
Níreus -
Nísos -
Nisus -
Noemón-
Nomia -
Notos -
Nykteus -
Nymfy -
Nyx

### O
Odysseus -
Ofeltés -
Ofión -
Oibalos -
Oidipus -
Oiklés -
Oileus -
Oineus -
Oinomaos -
Oinóné -
Okeanos -
Ókeanovny -
Omfalé -
Oready -
Óreithýia -
Orestés -
Orfeus -
Óríón -
Orthos -
Ótos

### P
Palaimón viz Melikertés -
Palamédés -
Pallás -
Pan -
Pandareos -
Pandaros -
Pandíón -
Pandóra -
Paris -
Parthenopaios -
Pásifaé -
Pásithea -
Patroklos -
Pégasos -
Peirithoos -
Peithó -
Pelasgos -
Péleus -
Peliás -
Pelops -
Pénelopa -
Penthesileia -
Pentheus -
Periérés -
Perifétés -
Persé -
Persefona -
Persés -
Perseus -
Pittheus -
Pleisthenés -
Plejády -
Plútos -
Polítés -
Polybos -
Polydamna -
Polydektés -
Polydeukés -
Polydóros -
Polyfémos -
Polyhymnia -
Polyméstór -
Polyneikés -
Polyxené -
Pontos -
Porfyrión -
Poseidón -
Práxitheá -
Priamos -
Priápos -
Proitos -
Prokné -
Prokris -
Prokrústés -
Prométheus -
Prótesiláos -
Próteus -
Psýché -
Púlydamás -
Pygmaiové -
Pygmalión -
Pyladés -
Pylaimenés -
Pyréneus -
Pyrrha -
Pýthia -
Pýthón

### R
Rhadamanthys -
Rheia -
Rhésos -
Rhodé

### S
Salmakis -
Salmóneus -
Sarpédón -
Satyr -
Seléné -
Semelé -
Semiramis -
Sfinx -
Schoineus -
Silénos -
Sínis -
Sinón -
Sirény -
Sisyfos -
Skamandros -
Skeirón -
Skylla -
Sparta -
Sthenó -
Sthenelos -
Strofios -
Styx -
Sychaeus -
Sýrinx

### T
Talós -
Tantalos -
Tartaros -
Teiresiás -
Telamón -
Télefos -
Télefassa -
Télegonos -
Télemachos -
Tennés -
Téreus -
Terpsichoré -
Téthys -
Teukros -
Thaleia -
Thalló -
Thamyris -
Thanatos -
Thasos -
Thaumás -
Theia -
Themis -
Thersandros -
Thersítés -
Théseus -
Thestios -
Thetis -
Thoás -
Thyestés -
Tífys -
Tísifoné -
Titáni -
Tithónos -
Tityos -
Triptolemos -
Tritón -
Trós -
Týdeus -
Týfón -
Tyché -
Tyndareós

### U
Úrania -
Úranos

### X
Xanthos -
Xúthos

### Z
Zasetí -
Zefyros -
Zélos -
Zétés -
Zéthos -
Zeus

## Přehled řeckých bohů
Přehled bohů je rozdělen do skupin: tvořitelská božstva, titáni, olympská božstva, ostatní bohové a polobohové.

### Tvořitelská božstva
- Chaos – počátek a pramen všeho na světě
- Erós – zosobnění mocné a vše oživující síly; bůh lásky a sama láska
- Úranos – bůh nebe, též samo nebe
- Gaia – bohyně země a sama Země
- Aithér – bůh věčného světla
- Erebos – bůh věčné tmy a věčná tma sama
- Hémerá – bohyně jasného dne
- Nyx – bohyně noci a zosobněná noc
- Pontos – bůh hlubin vnitřního moře
- Kallirhoé – zrodila Echidnu a obra Géryona

Pontos a Gaia zrodili tyto významné bohy:
- Eurybia – matka otce hvězd a větrů Astraia
- Forkýs – mořský bůh, strážce moří, hlídač mořských nestvůr
- Kétó – mořská bohyně, zosobňovala všechny hrůzy na moři a v moři
- Néreus – mořský bůh, přívětivý k lidem, zvaný „Mořský stařec“

### Titáni
Titáni a titánky jsou v řecké mytologii synové matky země Gaie a boha nebe Úrana.
- Astraios
- Aithra
- Asteria
- Atlás
- Dióna
- Epimétheus
- Foibé
- Hyperion
- Iapetos
- Klymené
- Koios
- Kríos
- Kronos
- Menoitios
- Métis
- Mnémosyné
- Okeanos
- Pallás
- Persés
- Prométheus
- Rheia
- Téthys
- Theia
- Themis

Vedle Titánů byli zrozeni Gaiou s Úranem (nebo z kapek Úranovy krve):
- Giganti – obludní dlouhovlasí obři
- Kyklópové – obludní obři s jedním okem (někdy stvořeni i později Poseidónem)
- Hekatoncheirové – storucí, padesátihlaví obři
- Erínye – bohyně pomsty a kletby, zvané též Furie
- Afrodíté – bohyně krásy a lásky

### Olympská božstva
- Zeus (latinsky Jupiter) – nejvyšší řecký bůh; vládce oblohy, hromů a blesků, vládce nad bohy i lidmi
- Héra (latinsky Juno) – Diova sestra a manželka, královna nebe a hvězd, ochránkyně manželství, posvátnosti a neporušitelnosti manželských svazků

Diovi sourozenci
- Hádés (latinsky Plútó) – bůh podsvětí
- Poseidón (latinsky Neptun) – bůh moří
- Hestiá – bohyně rodinného krbu
- Démétér (latinsky Cérés) – bohyně plodnosti země a rolnictví, údajně naučila lidstvo pěstovat obilí

Diovy děti
- Athéna – bohyně moudrosti a vítězné války, ochránkyně statečnosti, práva, spravedlnosti a umění
- Apollón – bůh světla, lékařství, hudby, poezie, umění a čistoty, vládce múz a věštíren
- Artemis – bohyně noci, ochránkyně přírody a zvěře, vášnivá lovkyně
- Héfaistos (latinsky Vulcanus) – bůh ohně a kovářství, zbrojíř bohů a ochránce řemeslníků pracujících s ohněm a kovářství
- Arés (latinsky Mars) – bůh ničivé války a krvavého zabíjení
- Hermés (latinsky Merkur) – bůh obchodníků, poutníků, řečníků, atletů, vynálezců, podvodníků a zlodějů; posel bohů

Trojici nejmocnějších bohů tvoří Zeus – nejvyšší vládce, Poseidón – vládce nad vodami a Hádés – vládce podsvětí. Právě Hádés však nepobýval na Olympu, žil ve svém zlatém paláci v nejtemnější části podsvětí, které nikdy neopouštěl. Proto se uvádí, že Olympských bohů bylo jenom dvanáct. Počítaje Afrodité, bohyni lásky, krásy a touhy, stvořenou Gaiou a z kapek Úranovy krve. K olympanům lze ale řadit i poloboha Dionýsa (latinsky Bacchus), nejmladšího z bohů, boha vína, vegetace a divadla.

### Ostatní bohové a polobohové
- Adrásteia – bohyně hor - fryžská
- Achelóos – bůh řeky v Aitolii
- Aiolos – bůh vládce větrů
- Amfitríta – bohyně mořská, manželka Poseidóna
- Anemoi – bohové všech větrů
- Anterós – bůh pomsty zhrzené lásky
- Apaté – bohyně klamu a sám klam
- Asklépios – bůh lékařství
- Asópos – bůh řeky v Boiótii
- Astarté - bohyně ženství a přírody
- Áté – bohyně zaslepené a nezkrotné vášně
- Boreás – bůh severního větru
- Daimón – božská bytost-vliv na osudy člověka, nebo duch zemřelého
- Deimos – zosobněný děs
- Dionýsos – bůh vína a veselí
- Dryády – lesní nymfy, nižší bohyně
- Eileithýia – bohyně porodu
- Éós – bohyně ranních červánků
- Éósforos – bůh hvězdy Jitřenky
- Erós – zosobnění mocné a vše oživující síly; bůh lásky a sama láska, syn Afrodíty
- Eris – bohyně sváru
- Euros – bůh východního (JV) větru i sám vítr
- Eurynomé – mořská bohyně
- Fobos – zosobněná hrůza
- Ganymédés - nesmrtelný číšník na Olympu
- Gráníkos – bůh řeky v Mýsii
- Harmonia – proměněna v hada
- Hébé – bohyně věčné mladosti a jara, služebnice olympských bohů
- Hekaté – bohyně měsíce – maloasijská
- Hélios – bůh slunce
- Héliovny – sestry Faethóna
- Héraklés – hrdina, vzat na Olymp, prohlášen nesmrtelným
- Hóry – bohyně ročních období a pořádku v přírodě i ve společnosti
  - Eiréné – bohyně míru
  - Eunomia – bohyně zákonnosti
  - Karpó – bohyně podzimu
  - Thalló – bohyně jara
- Hyády – dcery Titána Atlanta nebo Ókeana
  - Ambrosia
  - Eudóra
  - Faisylé
  - Korónis
  - Polyxó
  - Faió
  - Dióna
- Hymén – bůh sňatku a ochránce manželství
- Hypnos – bůh spánku a sám spánek
- Charitky – bohyně půvabu a krásy
  - Aglaia – bohyně půvabu a krásy – „Skvělá“
  - Eufrosyné – bohyně půvabu a krásy – „Dobromyslná“
  - Pásithea – bohyně půvabu a krásy
  - Thaleia – bohyně půvabu a krásy – „Kvetoucí“
- Íasión – bůh úrodného nitra země
- Ínachos – bůh stejnojmenné řeky v Argu
- Iris – bohyně duhy
- Kallistó – družka bohyně lovu Artemis
- Kéfísos – bůh řeky v Boiótii
- Kéry – bohyně smrti, zejména násilné
- Kirké – kouzelnice
- Kybelé – Matka bohů, dárkyně života
- Létó – bohyně, matka Apollóna a Artemis
- Litai – bohyně proseb (mn. č.)
- Lucifer – zosobnění hvězdy Jitřenky a její bůh
- Moiry – bohyně osudu,sudičky
  - Atropos – četla knihu života a určovala hodinu smrti
  - Klóthó – rozpřádá nit lidského života
  - Lachesis – rozvíjí nit lidského života
- Mómos – bůh hany a hlouposti
- Morfeus – bůh snů
- Múzy – bohyně umění
  - Erató – Múza milostného básnictví a milostných písní
  - Euterpé – Múza lyrického básnictví
  - Kalliopé – Múza epického básnictví
  - Kleió – Múza dějepisectví
  - Melpomené – Múza tragédie
  - Polyhymnia – Múza hymnických zpěvů a sborové lyriky
  - Terpsichoré – Múza tance
  - Thaleia – Múza veselého básnictví, komedie a pastýřských zpěvů
  - Úrania – Múza hvězdářství
- Nefelé – bohyně oblaků
- Nemesis – bohyně odplaty
- Níké – bohyně vítězství
- Nymfy
  - Adrásteia – nymfa
  - Alexirhoé – vodní nymfa
  - Dafné – nymfa
  - Echó – horská nymfa, proměněna v ozvěnu
  - Hesperia – nymfa
  - Ídaia – nymfa
  - Kalypsó – nymfa
  - Oinóné – nymfa z Tróady
  - Salmakis – nymfa horského pramene u Halikarnassu
  - Sýrinx – nymfa z arkadských hor
- Najády – vodní nymfy, nižší bohyně
  - Aiglé – najáda nejkrásnější
- Néreovny – nižší mořské bohyně
- Notos – bůh jižního větru
- Oiagros – říční bůh v Thrákii
- Ókeanovny – bohyně vnějšího moře
- Oready – horské nymfy, nižší bohyně
- Pan – bůh lesů a lovců, pastýřů a stád
- Peithó – bohyně lichotivého přemlouvání
- Persefona – manželka vládce podsvětí, dcera Demétry
- Plejády – sestry Hyád, proměněny v souhvězdí
  - Maia – proměněna v Plejády
  - Meropé – proměněna v Plejády
- Plútos – bůh bohatství
- Priápos – bůh plodnosti
- Próteus – mořský bůh
- Seléné – bohyně měsíce
- Skamandros (Xanthos) – bůh stejnojmenné řeky v Tróji
- Styx – bohyně a zosobnění řeky v podsvětí
- Tartaros – bůh a zosobnění propasti
- Thanatos – bůh smrti a sama smrt
- Thaumás – bůh přírodních úkazů na moři
- Tritón – mořský bůh
- Tyché – bohyně šťastné náhody
- Zefyros – bůh západního větru